# Liste der Bodendenkmäler in Grünenbach
Auf dieser Seite sind die Bodendenkmäler in der schwäbischen Gemeinde Grünenbach zusammengestellt. Diese Tabelle ist eine Teilliste der Liste der Bodendenkmäler in Bayern. Grundlage ist die Bayerische Denkmalliste, die auf Basis des Bayerischen Denkmalschutzgesetzes vom 1. Oktober 1973 erstmals erstellt wurde und seither durch das Bayerische Landesamt für Denkmalpflege geführt wird. Die folgenden Angaben ersetzen nicht die rechtsverbindliche Auskunft der Denkmalschutzbehörde.

## Bodendenkmäler in Grünenbach
| Lage                                                                               | Objekt                                                                                       | Akten-Nr.     | Bild           |
| ---------------------------------------------------------------------------------- | -------------------------------------------------------------------------------------------- | ------------- | -------------- |
| Schönau auf dem Bachanger am Sägertobel (Standort)                                 | Mittelalterliche Abschnittsbefestigung.                                                      | D-7-8325-0032 |                |
| Schönau oberhalb Mündung Sägertobel / Grünenbach (Standort)                        | Burgstall Schönau→Mittelalterlicher Burgstall.                                               | D-7-8325-0033 |                |
| Heimhofen Waldflur „Burgstall“ (Standort)                                          | Burgstall Heimhofen→Mittelalterlicher Burgstall.                                             | D-7-8325-0034 |                |
| Grünenbach „Der Stein“ (Standort)                                                  | Thingstätte Grünenbach→Kultplatz vor- und frühgeschichtlicher Zeitstellung.                  | D-7-8326-0018 |                |
| Grünenbach auf dem Gipfel des Staufenbergs (Standort)                              | Burgstall Staufenberg→Mittelalterlicher Burgstall.                                           | D-7-8326-0019 |                |
| Gemeindegebiet; von Gemeindegrenze am Eistobel bis Grünenbach, Ostseite (Standort) | Römerstraße Kempten–Bregenz→Straße der römischen Kaiserzeit.                                 | D-7-8326-0021 | weitere Bilder |
| Schüttentobel Hoheneggerberg (Standort)                                            | Burg Hohenegg→Mittelalterlicher Burgstall.                                                   | D-7-8326-0022 | weitere Bilder |
| Ebratshofen (Standort)                                                             | Mittelalterliche und frühneuzeitliche Befunde im Bereich der Kath. Pfarrkirche St. Elisabeth | D-7-8326-0028 | weitere Bilder |
| Laubenberg Oberlaubenberg (Standort)                                               | Burg Alt-Laubenberg→Mittelalterlicher Burgstall.                                             | D-7-8326-0029 | weitere Bilder |
| Grünenbach Hauptstraße (Standort)                                                  | Mittelalterliche und frühneuzeitliche Befunde im Bereich der Kath. Pfarrkirche St. Otmar.    | D-7-8326-0030 | weitere Bilder |